# Didier Dinart
Didier Dinart (Pointe-à-Pitre, Guadeloupe, 1977. január 18. –) világ- és olimpiai bajnok francia kézilabdázó, edző. 2016 és 2020 között a francia férfi válogatott szövetségi kapitánya.

## Életútja
Didier pályafutását a Guadeloupei Egyetem csapatánál kezdte. Franciaországban a Dijon Bourgogne HB csapatánál folytatta a játékot, majd a Montpellierhez igazolt. A csapattal öt alkalommal nyerte meg a francia bajnokságot, valamint 2003-ban a Bajnokok Ligáját. Az ezt követő idényben átigazolt a BM Ciudad Real csapatához, mellyel három alkalommal nyerték meg a spanyol bajnokságot és két alkalommal (2006, 2008) ismét Bajnokok Ligája győztes lett.
Dinart 231 válogatott mérkőzésén 133 gólt lőtt a francia nemzeti csapatban, amelynek 16 éven át volt tagja. A válogatottal 2001-ben, 2009-ben és 2011-ben világbajnokságot, 2006-ban Európa-bajnokságot, 2008-ban és 2012-ben pedig olimpiát nyert.
Visszavonulása után Claude Onesta segítője lett a válogatottnál, majd 2016 nyarától szövetségi kapitány. Irányításával 2017-ben világbajnok lett a francia csapat, majd a következő két évben egyaránt bronzérmes a 2018-as Európa-bajnokságon és a 2019-es világbajnokságon. A 2020-as Európa-bajnokságon már a csoportkört követően kiesett a francia válogatott, ezt követően pedig a francia szövetség menesztette őt a posztjáról.

## Csapatai játékosként
- Dijon Bourgogne HB -1997
- Montpellier HB 1997–2003
- BM Ciudad Real 2003- 2011
- Atlético Madrid BM 2011- 2012
- Paris Saint-Germain Handball 2012– 2013

## Csapatai edzőként
- Franciaország 2016-2020

## Sikerei
- Bajnokok Ligája győztes: 2003, 2006, 2008, 2009
- Világbajnokság: aranyérem 2001, 2009, 2011; bronzérem 2005
- Európa-bajnokság: aranyérem 2006, bronzérem 2008
- Olimpia: aranyérem 2008, 2012
- Francia Bajnokság győztese: 1998, 1999, 2000, 2002, 2003
- Francia Kupagyőztes: 1999, 2000, 2001, 2002, 2003
- Liga ASOBAL győztes: 2004, 2007, 2008, 2009
- Copa ASOBAL győztes: 2004, 2005, 2006, 2007, 2008, 2009
- Európai Szuper Kupa győztes: 2006, 2007, 2008
- Spanyol Szuper Kupa győztes: 2005, 2008